# Церковь Петра и Павла (Яльгелево)
Церковь Святых Апостолов Петра и Павла — лютеранский храм в деревне Яльгелево Ломоносовского района, бывший центр прихода Хиетамяки (фин. Hietamäki) Евангелическо-лютеранской церкви Ингрии.

## История
Приход Хиетамяки был образован в XVIII веке.
После разрушения церкви прихода Туутари в Novikkala во время Северной войны и постройки новой церкви на месте часовни Mölkönmäki, в 1730-е годы в окрестностях Шунгорово была построена деревянная часовня. Приход получил название Хиетамяки.
В 1755 году в 15 верстах от кирхи прихода Туутари, было начато строительство приходской церкви.
В 1758 году на северной окраине деревни Яльгелево Петергофского уезда появился новый лютеранский храм, в форме равностороннего креста в плане.
25 февраля 1761 года новая деревянная кирха на 540 мест была освящена во имя Святых апостолов Петра и Павла.
Согласно плану 1864 года, в распоряжении прихода числилось 34 дөсятины 1950 квадратных саженей церковной земли, в двух участках. Один находился вблизи деревни Ялкюлевя, на котором располагались церковь и кладбище, второй — рядом с деревней Кямяряйзи, в четырёх верстах от церкви.
В 1893 году в церкви произвели капитальный ремонт.
Объединённый приход Туутари-Хиетамяки, находился в ведении Верховного церковного настоятеля Ингерманландии.
Большая площадь и численность прихожан объединённого прихода, предопределили необходимость его разделения на два самостоятельных.
25 января 1897 года министерство внутренних дел выдало лютеранской общине Хиетамяки разрешение на создание собственного прихода, однако до 1910 приход оставался капельным.
В 1903 году в приходе насчитывалось 4412 прихожан из 52 ингерманландских деревень Царскосельского и Петергофского уездов. Приход входил в Восточно-Ингерманландское пробство.
В 1908 году в Хиетамяки был выстроен собственный пасторат.
В 1910 году приход наконец получил своего пастора, им стал Иоганн Сиитонен.
В 1914 году количество прихожан достигло 5077 человек, а к 1928 году — 5300.
В 1937 году местным сельсоветом в здании церкви был организован Дом культуры.
14 сентября 1940 года приход Хиетамяки был окончательно закрыт местным сельсоветом, а здание продано.
Кирха была разрушена в ходе боевых действий 1941 года.

### Современность
В 1990 году была зарегистрирована возрождённая евангелическо-лютеранская община Хиетамяки.
Первые годы богослужения проводились в помещении школы деревни Горбунки и ДК «Большевик» в деревне Разбегаево.
7 января 1995 года, на окраине деревни Иннолово (ул. Октябрьская, д. 69) была освящена, переданная в дар приходу Евангелическо-лютеранской церковью Финляндии, деревянная кирха барачного типа с небольшой деревянной звонницей. Приход входит в Западно-Ингерманландское пробство.
29 июня 1997 года на месте старого храма в деревне Яльгелево, был установлен памятный крест, освящённый пастором прихода Хиетамяки Юккой Реппо.

## Население и прихожане
Приход Хиетамяки (фин. Hietamäki) перед закрытием включал в себя 64 деревни:

Алакюля, Аннино, Большая Алакюля, Большие Томики, Вайника, Вайтила, Велигонт, Горбунки, Горелово, Иванайзи, Иннолово, Кавигонт, Какколово, Капорское, Кархула, Каукази, Кемяряйзи, Кемпелево, Котцелово, Куренкюля, Куттузи, Лоттолова, Максима, Малая Алакюля, Малое Никкорово, Малое Пигелево, Малое Уколово, Матикайзи, Новая, Новополье, Новоселье, Никкорово, Нюккази, Павкюля, Пески, Разбегаево, Рапполово, Раутела, Римеля, Рудомиши, Рюмки, Савела, Сенегенка, Сибилёво, Собакино, Стрелка, Танскино, Телези, Терелево, Тиммолово, Торики, Уколово, Ушкюля, Финское Высоцкое, Хамузи, Хаболези, Хеймози, Хирвози, Ходокази, Хюттелево, Шунгоровская мыза, Эртелево, Яльгелево, Ямалайзи.
Согласно пояснительному тексту к этнографической карте Санкт-Петербургской губернии П. И. Кёппена, на территории прихода к 1849 году проживало 1516 ингерманландцев-эурямёйсет (695 м. п., 821 ж. п.,) и 958 ингерманландцев-савакотов (445 м. п.,5138 ж. п.). Так же на территории прихода проживало более ста ижор.

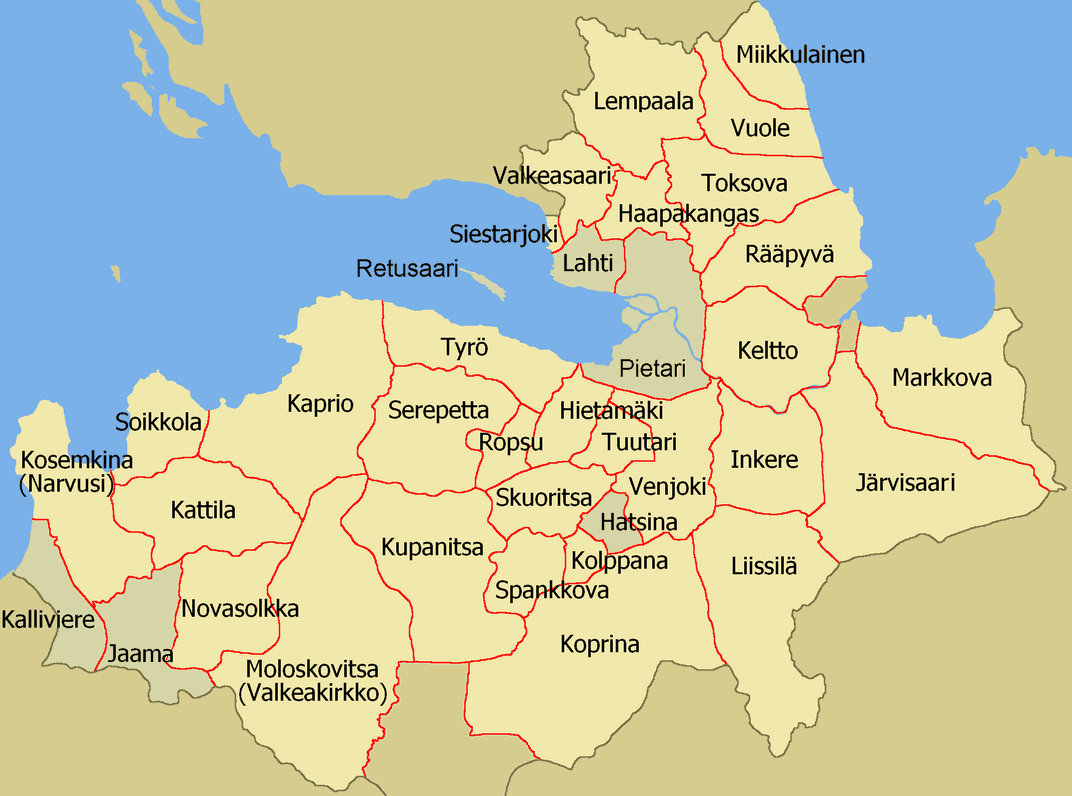
Карта приходов Церкви Ингрии (1930-е годы)

Изменение численности населения прихода Хиетамяки с 1842 по 1928 год:

## Духовенство
| Настоятели и адъюнкты совместного прихода Туутари-Хиетамяки | Настоятели и адъюнкты совместного прихода Туутари-Хиетамяки |
| Даты                                                        | Пастор                                                      |
| ----------------------------------------------------------- | ----------------------------------------------------------- |
| 1705—1708                                                   | Абрахам Вассерман (пастор)                                  |
| 1721—1728†                                                  | Абрахам Вассерман (пастор)                                  |
| 1728—1729                                                   | Йохан Алтопеус (пастор)                                     |
| 1728—1729                                                   | Карл Хоппиус (и. о. пастора)                                |
| 1729—1757†                                                  | Йохан Хенрик Хоппиус (настоятель)                           |
| 1748—1778†                                                  | Петер Йохан Хоппиус (адъюнкт, пастор)                       |
| ?—1765                                                      | Давид Ваттолин (адъюнкт)                                    |
| 1769—1781                                                   | Карл Хелледаль (адъюнкт, и. о. пастора)                     |
| 1781—1809†                                                  | Самуэль Зигфрид Бок (настоятель)                            |
| 1781—1786†                                                  | Якоб Гренфорс (адъюнкт)                                     |
| 1787                                                        | Эсайас Коландер (адъюнкт)                                   |
| 1788—1793                                                   | Йохан Сален (адъюнкт)                                       |
| ?—1797                                                      | Хенрик Йохан Ускелин (адъюнкт)                              |
| 1794—1821                                                   | Хенрик Вилхелм Бок (адъюнкт, вице-пастор, пастор)           |
| 1800                                                        | Йохан Якоб Эстландер (адъюнкт)                              |
| 1803                                                        | Хенрик Габриэль Крусберг (адъюнкт)                          |
| 1803—1815                                                   | Андрес Магнус Хедеен (адъюнкт)                              |
| ?—1818                                                      | Георг Даниэль Саломон Лундберг (адъюнкт)                    |
| 1820—1862                                                   | Захариас Финнандер (адъюнкт, вице-пастор, пастор)           |
| 1821                                                        | Йохан Йозеф Грюндстрём (адъюнкт)                            |
| 1822—1823                                                   | Эрик Финнер (адъюнкт)                                       |
| 1831—1833                                                   | Густав Вилхелм Келлбак (адъюнкт)                            |
| 1834—1846                                                   | Йонас Рейнхолд Кавен (адъюнкт)                              |
| 1848—1858                                                   | Карл Йохан Седерблад (адъюнкт)                              |
| 1861—1862                                                   | Аугуст Вилхелм Бергман (адъюнкт)                            |
| 1862—1868                                                   | Йохан Кристофер Оквист (настоятель)                         |
| 1863—1868                                                   | Густав-Роберт Торнелл (адъюнкт)                             |
| 1865—1871†                                                  | Йохан Петер Бострём (адъюнкт)                               |
| 1866                                                        | Йонас Рейнхолд Кавен (адъюнкт)                              |
| 1868—1878†                                                  | Густав Вестениус (настоятель)                               |
| 1868—1                                                      | Йохан Вилхелм Мурман (адъюнкт)                              |
| 1872—1873                                                   | Якоб Вилхелм Бярлунд (адъюнкт)                              |
| 1873—1875                                                   | Андерс Теодор Винтер (адъюнкт)                              |
| 1875                                                        | Александер Бьёрквист (адъюнкт)                              |
| 1876—1879                                                   | Константин Сийтонен (адъюнкт)                               |
| 1878—1909†                                                  | Алоиз Йеремиас Пииспанен (настоятель)                       |
| 1880—1881                                                   | Йохан Вилхелм Альстед (адъюнкт)                             |
| 1883—1885                                                   | Йоханес Александер Тенген (адъюнкт)                         |
| 1887—1888                                                   | Аугуст Альфред Мурен (адъюнкт)                              |
| 1889—1890                                                   | Матти Яатинен (адъюнкт)                                     |
| 1890—1893                                                   | Захари Хямяляйнен (адъюнкт)                                 |
| 1893—1901                                                   | Бруно Алойс Пииспанен (адъюнкт)                             |
| 1902                                                        | Йозеппи Арра (адъюнкт)                                      |
| 1903—1904                                                   | Антти Куста Вуотила (адъюнкт)                               |
| 1904—1905                                                   | Альбин Хукканен (адъюнкт)                                   |
| 1906—1910                                                   | Иоганн Сиинтонен (адъюнкт)                                  |
| 1908                                                        | Оскар Вилхелм Линдберг (адъюнкт)                            |

| Настоятели прихода Хиетамяки | Настоятели прихода Хиетамяки |
| ---------------------------- | ---------------------------- |
| 1910—1917†                   | Иоганн Сиитонен              |
| 1918                         | Вильгельм Койвулайнен        |
| 1920—1921                    | Пекка Бистер                 |
| 1922—1937                    | Селим Ялмари Лауриккала      |
| 1937—1938                    | Абрахам Коскелайнен          |

## Фото

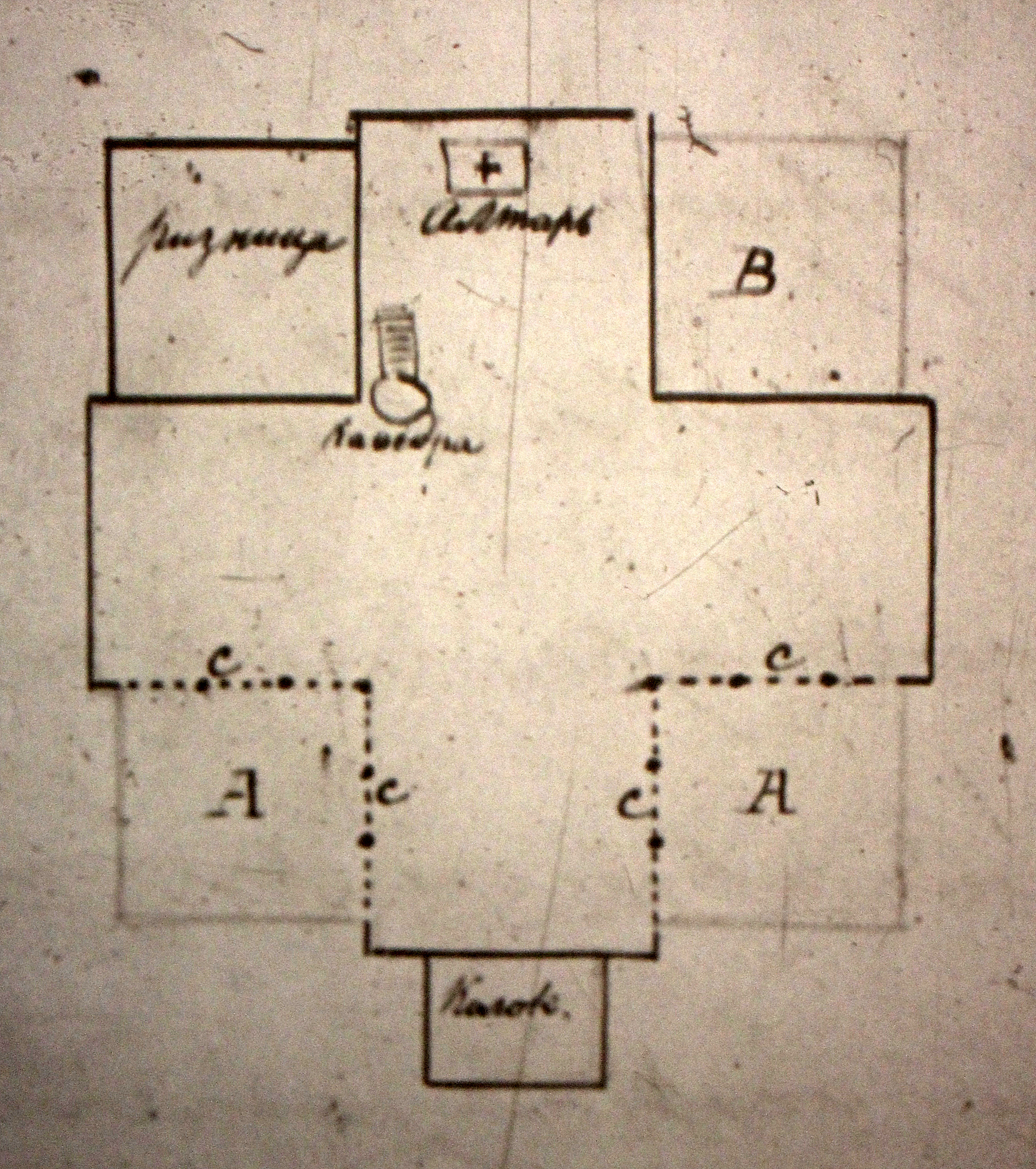
План перестройки церкви прихода Хиетамяки. Гельсингфорс 5/17.01.1892
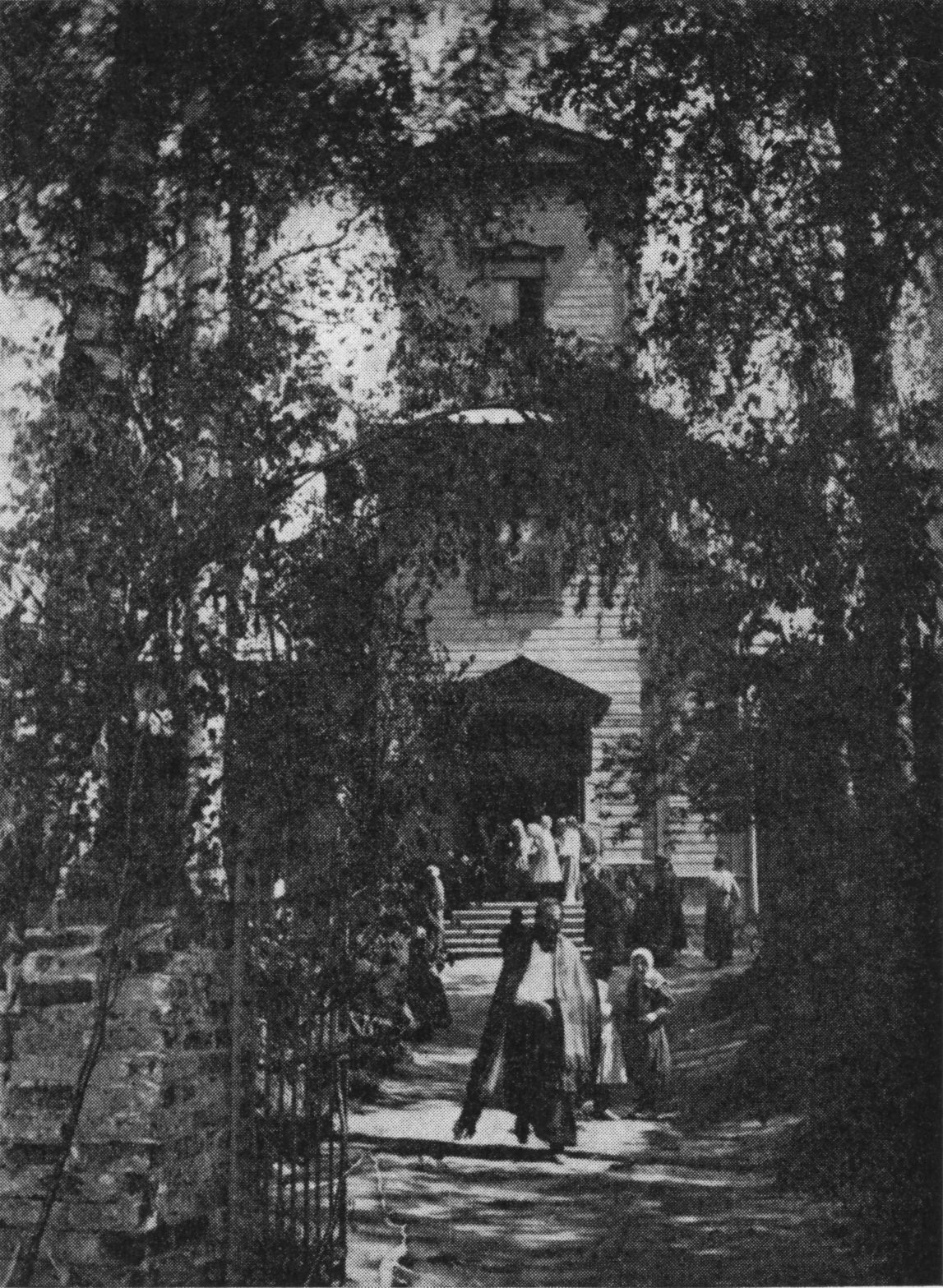
Кирха прихода Хиетамяки. 1910 год
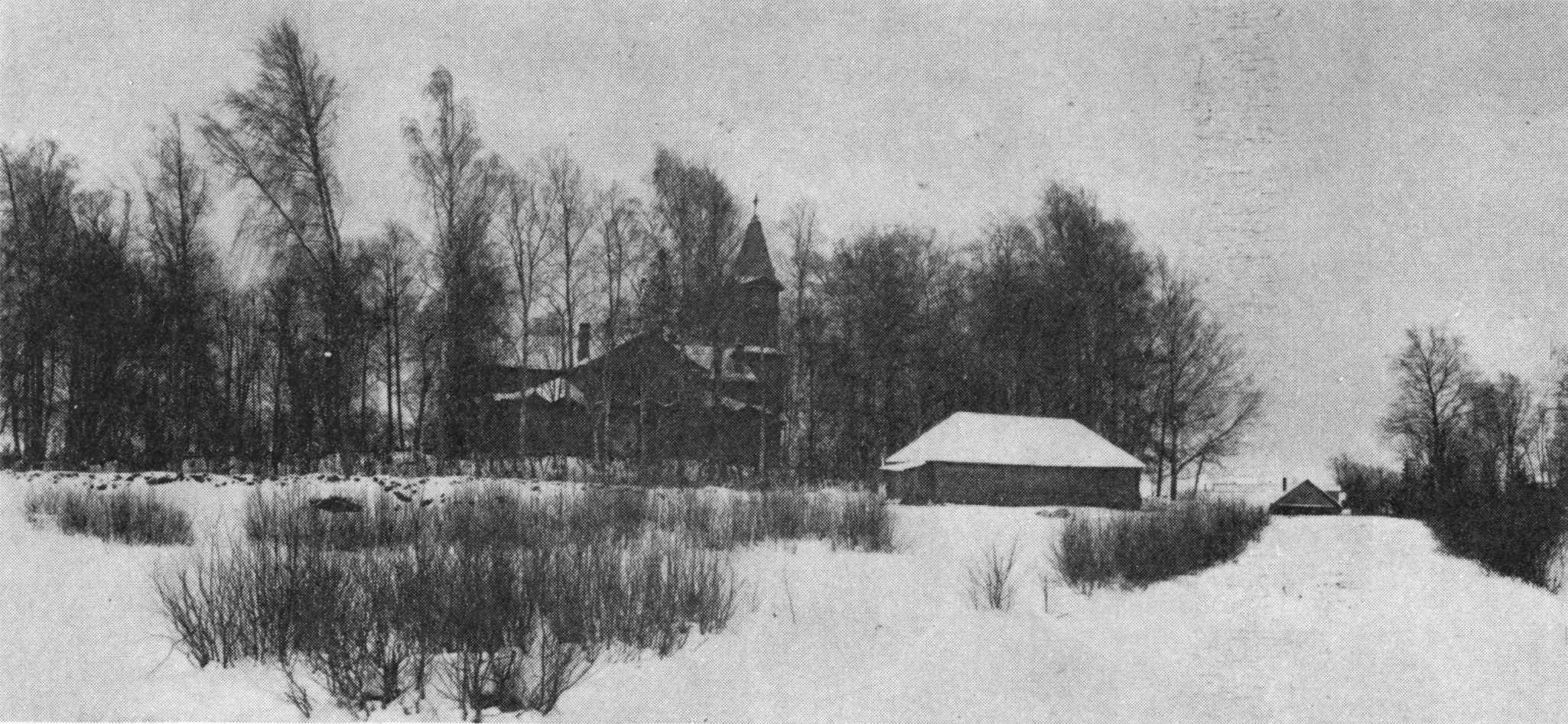
Кирха прихода Хиетамяки. Начало XX века
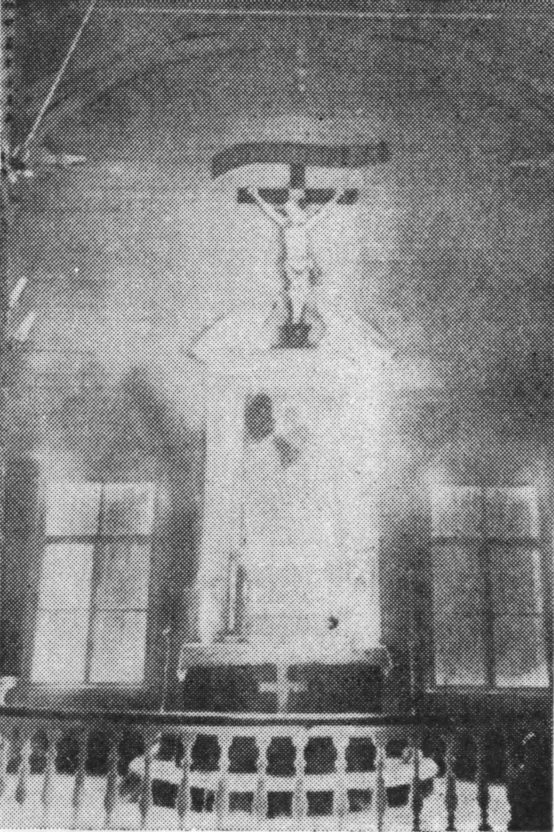
Алтарь кирхи
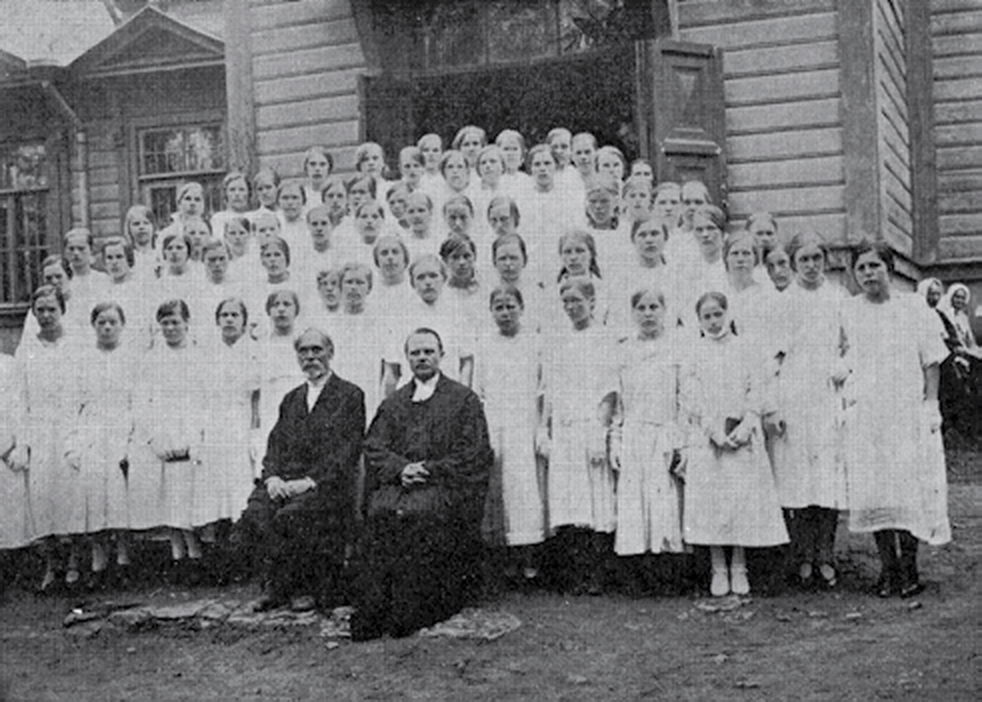
Обряд конфирмации. Начало XX века
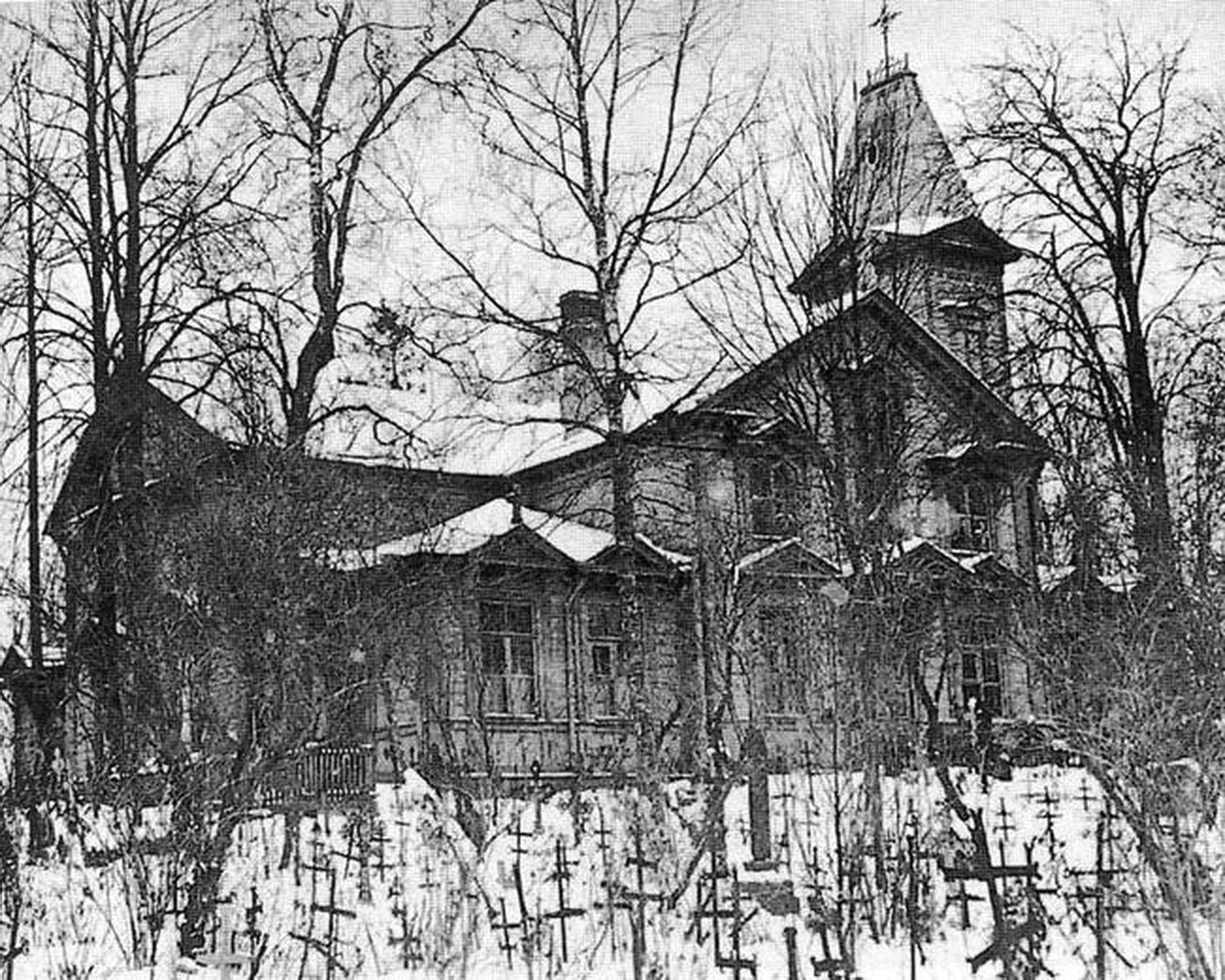
Кирха прихода Хиетамяки. Начало XX века
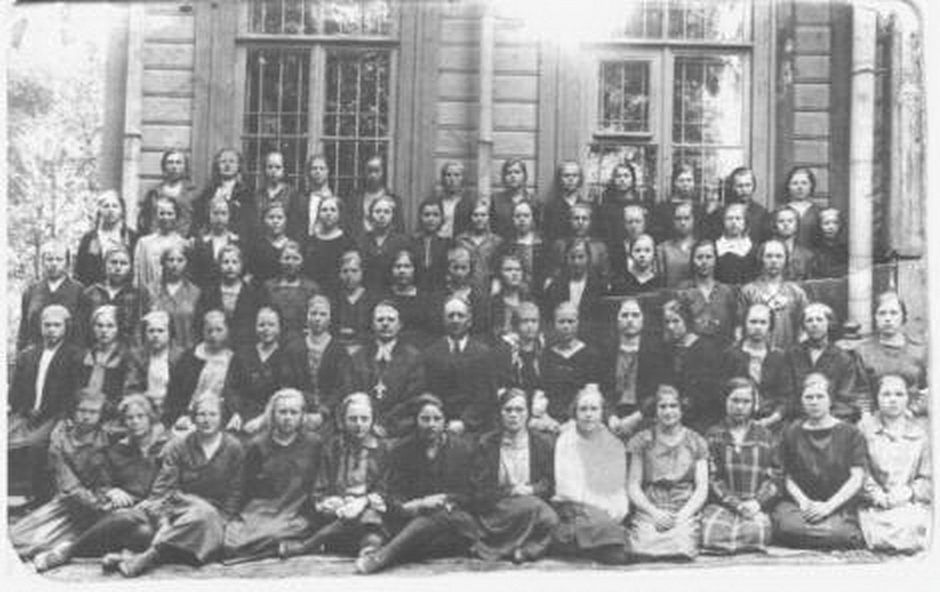
Хор прихода Хиетамяки. Начало XX века